# Abraxas arfaki
Abraxas arfaki là một loài bướm đêm trong họ Geometridae.